# Newport News Shipbuilding

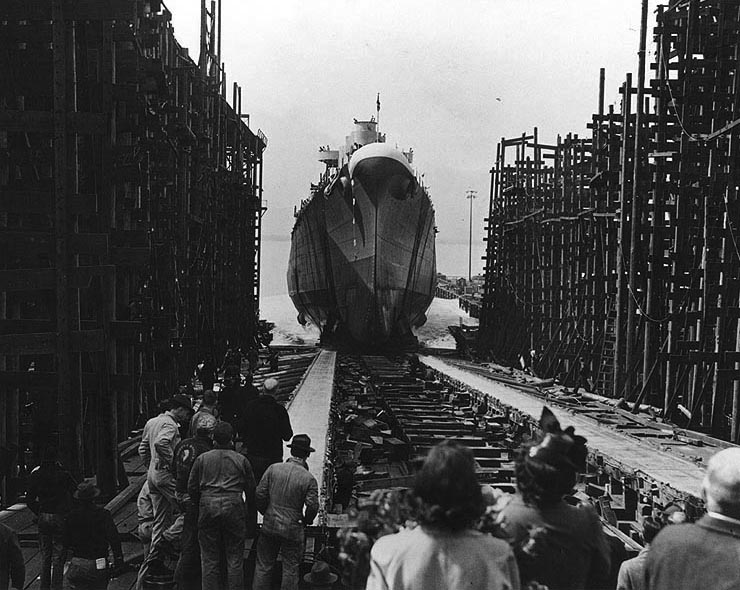
Varo della USS Birmingham

Il Newport News Shipbuilding (NNS), è un cantiere navale situato a Newport News, alla foce del fiume James, nello stato della Virginia.
Lo stabilimento fondato nel 1886 è il principale cantiere navale privato degli Stati Uniti e dal 2001 faceva parte della Northrop Grumman Corporation. Dal 2011 è una divisione della Huntington Ingalls Industries.
Il cantiere riceve principalmente commesse dalla US Navy e dalla sua fondazione fino al 2001 vi sono state costruite 264 navi militari e 543 imbarcazioni civili.
Attualmente sono in costruzione le portaerei classe Gerald R. Ford: l'unità eponima,  la USS John F. Kennedy (CVN-79) e la USS Enterprise (CVN-80).

## Clientela
Oltre che per la propria marina nazionale, tra i clienti principali figurano la marina israeliana con la classe Sa'ar 5.